# لوتيتيا
كانت لوتيتيا أو لوتيتيا باريسيوروم (باللاتينية: Lutetia أو Lutetia Parisiorum، تُتَرجَم الأخيرة حرفيًا إلى "لوتيتيا الباريسيون") مدينة غالية رومانية وكانت سلف مدينة باريس الحديثة. عُثر على آثار لمستوطنة سابقة من العصر الحجري الحديث (قرابة 4500 ق.م) في مكان قريب، وأُسِّست مستوطنة أكبر في منتصف القرن الثالث قبل الميلاد تقريبًا على يد قبيلة الباريسيون، وهي قبيلة غالية. كان الموقع نقطة عبور مهمة لنهر السين، وتقاطع طرق التجارة البرية والمائية.
في القرن الأول قبل الميلاد، غزا الرومان المستوطنة وبدأوا في بناء المدينة. لا يزال من الممكن رؤية بقايا الساحة العامة الرومانية والمُدرّج والقناة المقنطرة والحمامات. وفي القرن الخامس أصبحت عاصمة سلالة الملوك الفرنسيين الميروفنجيين، ثم عرفت بعد ذلك باسم باريس.
اُنتشلت العديد من القطع الأثرية من لوتيتيا وهي معروضة الآن في متحف كَرْنَفَالِيه [الإنجليزية].